# Шиповник Максимовича
Шиповник Максимовича (лат. Rosa maximowicziana) — вид растений, относящихся к роду Шиповник (Rosa) семейства Розовые (Rosaceae).
Вид назван в честь Карла Ивановича Максимовича (1827—1891), российского ботаника, академика Императорской Санкт-Петербургской Академии Наук, исследователя природы Дальнего Востока и Японии.

## Ботаническое описание
Кустарник, часть ветвей которого дугообразно изогнута, часто стелется по почве или прислоняется к соседним деревьям и кустарникам. Шипы многочисленные, изогнутые, черепитчатые, на цветущих ветвях редкие, одиночные. Листья 5—10 см длины с 7—9 листочками, листовой черешок с шипами. Листочки сверху голые, блестящие, снизу матовые, голые или опушенные по средней жилке, эллиптические до продолговатых, мелкопильчатые. Цветки белые или чуть кремовые, 3—5 см в диаметре, с приятным тонким запахом, обычно в многоцветковых щитках, но иногда всего по 2—3 или даже одиночные. Плоды шаровидные, 0.6—1 см в диаметре, красные, иногда чёрные. Цветёт в июне—июле, плоды созревают в сентябре—начале октября.

## Распространение
Распространён на Корейском полуострове и юге Приморского края. Растёт по морскому побережью и вблизи его (не далее 15—20 км).
Используется в культуре, имеет тенденцию становиться заносным растением вдоль железнодорожных путей.

## Значение и применение
Декоративный кустарник, рекомендуемый для вертикального озеленения, живых изгородей, для посадок в парках, лесопарках, на полянах, в любительских садах.